# Obereopsis linearis
Obereopsis linearis är en skalbaggsart. Obereopsis linearis ingår i släktet Obereopsis och familjen långhorningar.

## Underarter
Arten delas in i följande underarter:
- O. l. linearis
- O. l. aureopubescens